# La conquista de Bizancio
La conquista de Bizancio. 29 de mayo de 1453 es un microrrelato del escritor austriaco Stefan Zweig. El autor recopiló varios de estos breves escritos en su obra Momentos estelares de la humanidad.

## Argumento
Zweig narra el acontecimiento que marcó el final del Imperio romano de oriente: La conquista de la ciudad de Bizancio, conocida como Constantinopla, a los pies del sultán otomano Mehmed II.
Como último enclave del antiguo Imperio Romano fuera de Europa que quedaba, Constantinopla era una ciudad de imponentes murallas y protecciones. Pero eso no debilitó la ambición del sultán turco. Una nueva artillería de mayor potencia que las hasta entonces conocidas, fue creada para la destrucción de las defensas de la ciudad.
Los bizantinos únicamente vislumbran algo de esperanza en la ayuda que les proporcione el resto de la cristiandad pero esta se encuentra dividida entre la inoperancia y la desidia. 
El sultán, en su impaciencia por tomar la ciudad, usará todas las armas a su favor para realizar su proyecto que, paradójicamente, acabará prematuramente gracias a un descuido defensivo letal.